# Angivillers
Angivillers ist eine französische Gemeinde mit 159 Einwohnern (Stand: 1. Januar 2022) im Département Oise in der Region Hauts-de-France (vor 2016: Picardie). Die Gemeinde ist Teil des Arrondissements Arrondissement Clermont und ist Teil des Kantons Saint-Just-en-Chaussée. 
Angivillers gehört zum Gemeindeverband Communauté de communes du Plateau Picard.

## Geographie
Angivillers liegt etwa 30 Kilometer ostnordöstlich von Beauvais. Umgeben wird Angivillers von den Nachbargemeinden Ravenel im Norden, Léglantiers im Osten und Nordosten, Pronleroy im Osten, Lieuvillers im Süden und Westen sowie Le Plessis-sur-Saint-Just im Nordwesten.

## Bevölkerungsentwicklung
| 1962                       | 1968 | 1975 | 1982 | 1990 | 1999 | 2006 | 2013 |
| -------------------------- | ---- | ---- | ---- | ---- | ---- | ---- | ---- |
| 177                        | 178  | 156  | 159  | 181  | 200  | 189  | 177  |
| Quellen: Cassini und INSEE |      |      |      |      |      |      |      |

## Sehenswürdigkeiten
- Kirche Saint-Martin aus dem 16. Jahrhundert, Monument historique

## Persönlichkeiten
- Hélinand de Froidmont (um 1160–1230), mittelalterlicher Dichter und Chronist, vermutlich hier geboren